# きんつば

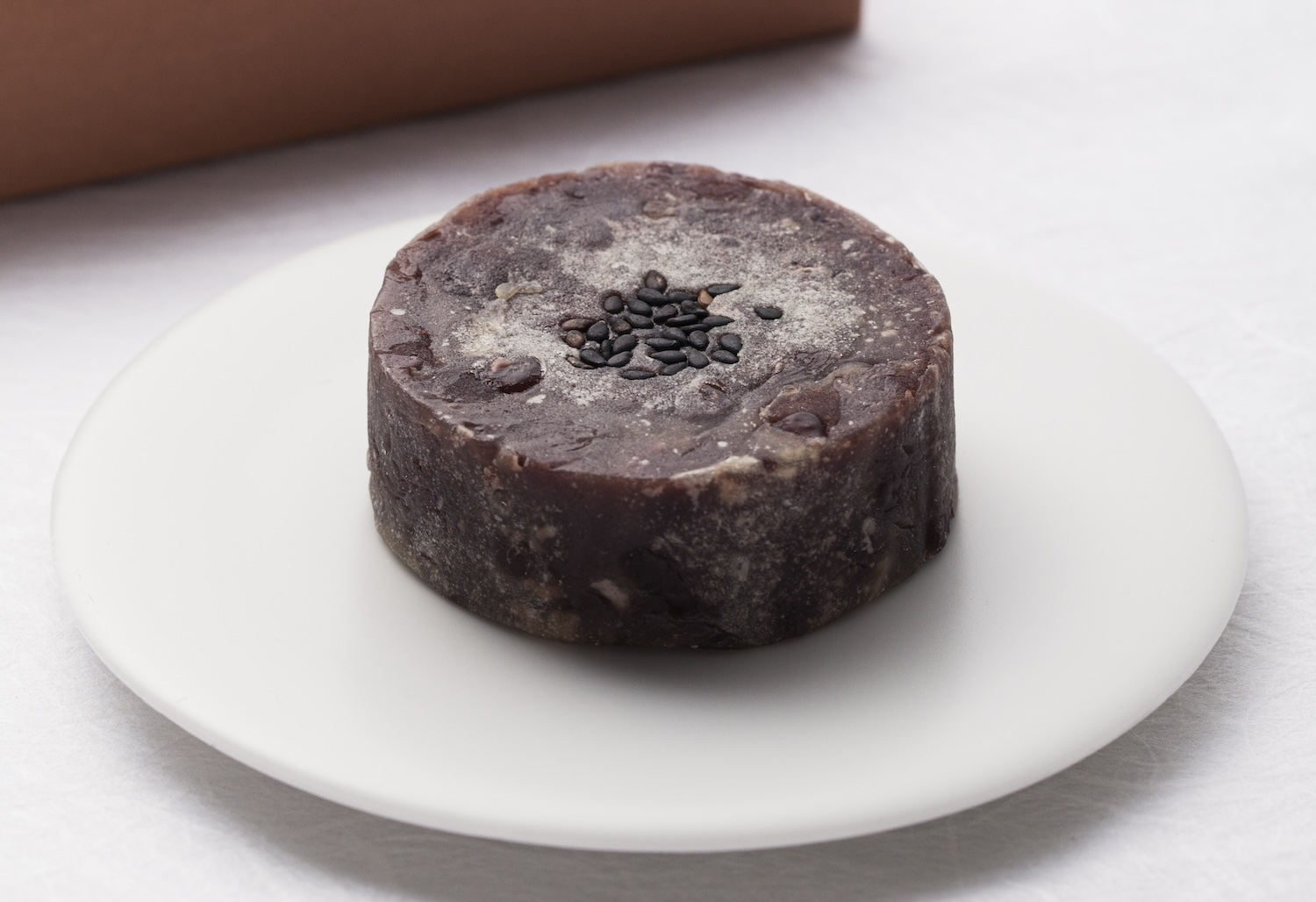
丸いきんつば

きんつば（金鍔）は、和菓子のひとつである。きんつば（金鍔）は、刀の鍔（つば）に形状が似ていたことからその名前が付けられた。

## 概要
かつては丸型で、刀の鍔（つば）に形状が似ていたことが名前の由来とされる。
現在よく見られるのは、寒天を用いて粒餡を四角く固めたものの各面に、小麦粉を水でゆるく溶いた生地を付けながら、熱した銅板上で一面ずつ焼いてつくる「角きんつば」であるが、本来のきんつばは、小麦粉を水でこねて薄く伸ばした生地で餡を包み、その名の通り日本刀のつばのように円く平らに形を整え、油を引いた平鍋で両面と側面を焼いたものである。製法の類似した今川焼きを「きんつば」と呼ぶ地域もある。
サツマイモでつくった芋餡を包んだもの、もしくは、四角く切った芋ようかんの各面に生地を付けて焼いたものは「薩摩きんつば」「芋きんつば」と呼ばれるものになる。榮太樓總本鋪では桜きんつばを製造している。

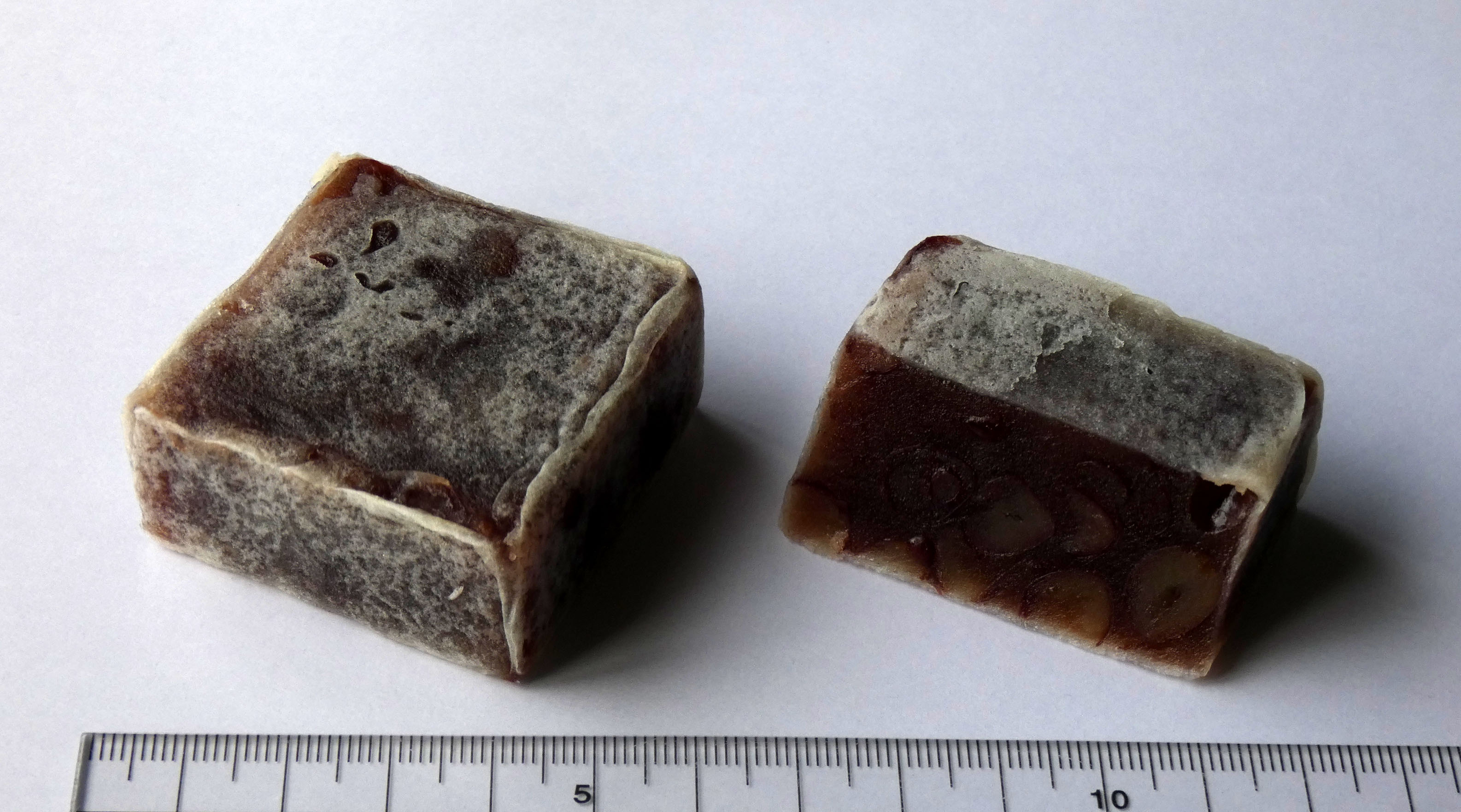
角きんつば
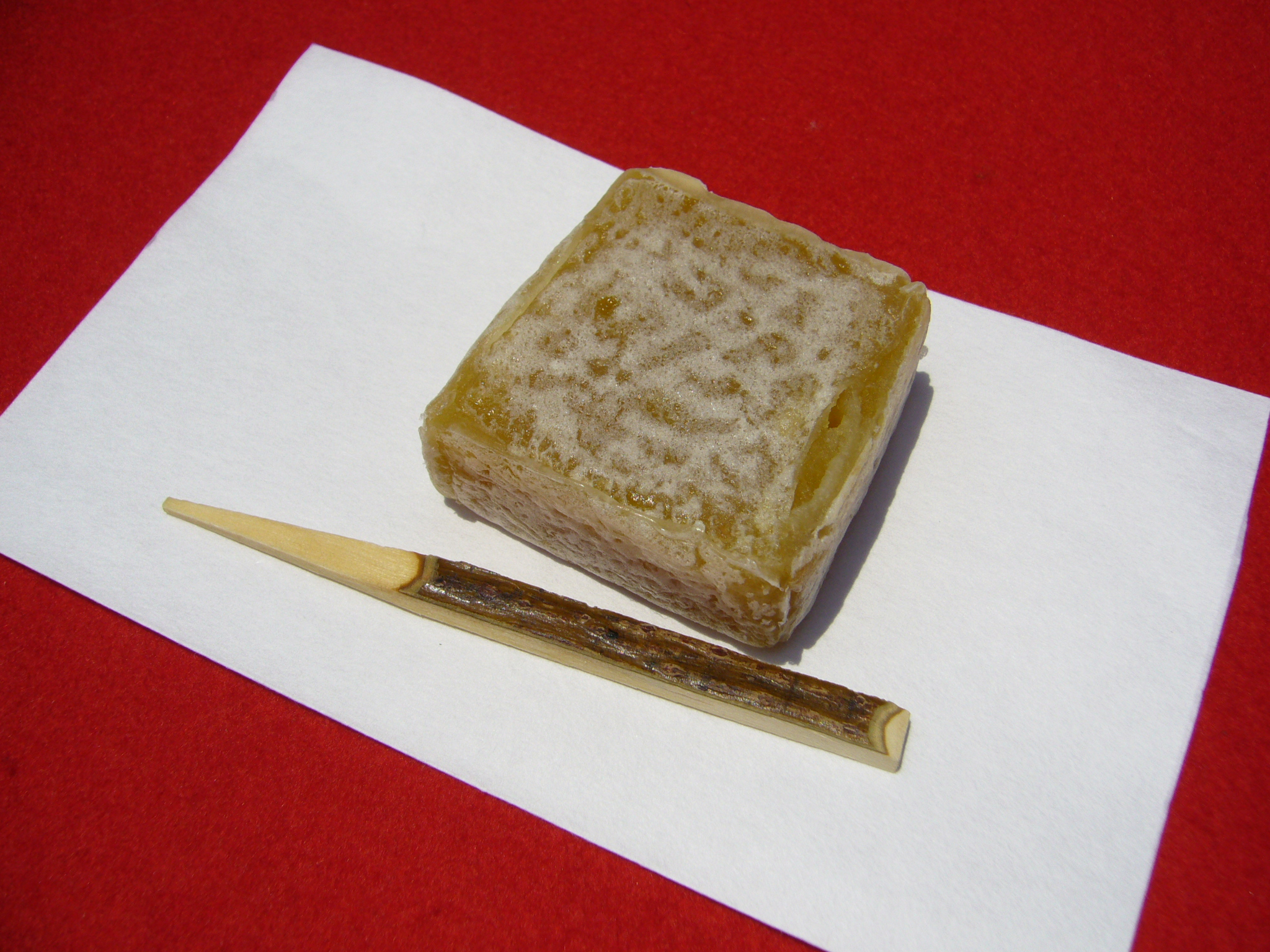
芋きんつば

## 歴史
元々は京都で考案された菓子であり、上新粉（米粉）で作った生地で餡を包んで同様に焼いたものであった。当時は、その形状と色から「ぎんつば（銀鍔）」と呼ばれていた。1600年代後半に製法が上方から江戸に伝わると「皮が米から小麦に変わったせいで焼き色が黄金色になったから」「上方の銀（本位制）に対して江戸は金だから」などの理由から、名前が「きんつば」に変わったとされている。
丸型の金鍔を江戸時代から作り続けているのは東京日本橋の榮太樓總本鋪だけである。同店の本店は江戸時代に西河岸（にしがし）町という地名であったときから同じ場所で営業をしている。「角きんつば」は、神戸元町通の紅花堂（現在の本高砂屋）の創業者である杉田太吉により明治時代に考案されたものである。
富山県高岡市戸出地区などでは現在も円型でつばの文様を付けたきんつばが残っている。
現代では、和菓子店によっては、一般的に「きんつば（金鍔）」の範疇に含まれる菓子について、「きんつば（金鍔）」と「ぎんつば（銀鍔）」を別々に商品名に用いて、小豆餡と芋餡の違い、あるいは餡の小豆の品種の違いなどを区別するケースも見られる。